# 31698 Nikolaiortiz
31698 Nikolaiortiz è un asteroide della fascia principale. Scoperto nel 1999, presenta un'orbita caratterizzata da un semiasse maggiore pari a 2,9464023 UA e da un'eccentricità di 0,0320332, inclinata di 1,06797° rispetto all'eclittica.